# Plaques de matrícula de Bèlgica

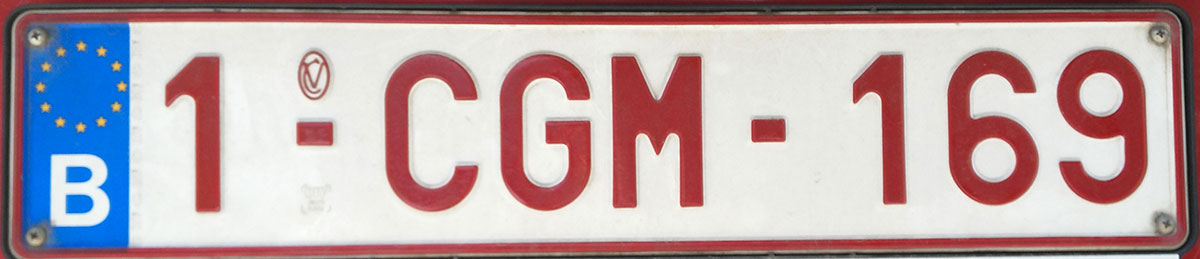
Model actual de matrícula belga.

Les plaques de matrícula dels vehicles de Bèlgica segueixen un sistema alfanumèric adoptat el 16 de novembre de 2010 i format per set caràcters alfanumèrics distribuïts de la següent manera: una xifra, tres lletres i tres xifres més, totes elles separades per un guionet (per exemple, 1-ABC-123). La combinació és una sèrie aleatòria sense indicació d'ubicació geogràfica, i s'assigna directament a una persona física o jurídica, és a dir, directament al propietari del vehicle.
Els caràcters són de color vermell robí (RAL 3003), cas únic dins el model de plaques de la UE, sobre un fons reflectant blanc i de mides similars a la resta de plaques de la Unió Europea. Com a país membre de la UE també porta la secció blava a l'extrem esquerre amb les estrelles en cercle de la UE i el codi internacional del país, B.
L'agència governamental responsable de la matriculació dels vehicles és el Servei de Registre de Vehicles (DIV) de la Mobilitat i Transport del Servei Públic Federal.
S'utilitzen totes les lletres de l'alfabet llatí. Encara que inicialment les lletres I, M, Q i W no es van utilitzar com a segona o tercera lletra, però es van afegir més tard per ampliar el nombre de combinacions disponibles. I la lletra O no es va utilitzar com a segona o tercera lletra a les plaques de sis caràcters; En canvi, en les plaques de set caràcters si que s'utilitza.

## Tipografia

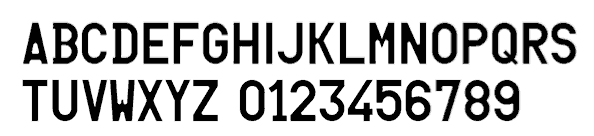
Font tipogràfica de la matrícula belga.

La tipografia utilitzada està basada en la font DIN 1451 però amb alguns canvis significatius:
- Els caràcters són més estrets.
- Modifica les xifres 1, 3, 4 i 5.
- Afegeix serifa a les lletres B i D, trunca el traç mig de la M i W, i modifica la K, Q i R.

## Numeració
Les combinacions s'assignen de forma seqüencial i nacional, és a dir, no porten cap indicació local. La matrícula és assignada al propietari del vehicle, això vol dir que si un propietari canvia el seu automòbil per un de nou llavors es transfereix la matrícula al nou cotxe, mentre que el nou propietari del cotxe vell haurà de posar-hi la seva matrícula en cas de tenir-ne, o n'ha de sol·licitar una de nova. Per aquesta raó, encara que és bastant senzill determinar quan es va emetre una matrícula, aquesta no serveix per indicar l'edat d'un vehicle.

## Altres tipus
La primera lletra o alguns cops la segona també, indiquen certes característiques del vehicle o del propietari, així tenim:

### Cos Diplomàtic
Els vehicles diplomàtics incorporen des del 2010 la combinació CD (Corps Diplomatique) impresa en color verd seguida d'un guió i una combinació de 2 lletres + 3 xifres en color vermell (ex. CD-AB123). Històricament han mostrat (per ordre cronològic): 4 xifres, 1 lletra + 3 xifres, 3 xifres + 1 lletra (2008).

### Concessionaris
Les plaques utilitzades pels concessionaris de vehicles tenen els caràcters de color verd i el fons blanc, i renovables cada any, ja que porten un adhesiu amb l'any d'espedició. Afegeixen la Z com a primera lletra i de la "A" a la "Y" com a segona. Les plaques amb les lletres ZZ indiquen que es tracta d'un vehicle en proves de conducció.

### Vehicles històrics
La O (d'"Old-timer) pot ser utilitzat en vehicles històrics amb més de 25 anys. Des de juliol de 2013, van ser aixecades algunes restriccions que tenien. Ara es permet conduir el vehicle durant la nit o més enllà de 25 km de la casa del propietari. Però es manté que el vehicle no podrà ser utilitzat amb finalitats comercials o de conducció entre la llar i el treball o la llar i l'escola.

### Organitzacions internacionals
El personal no belga pertanyent a l'OTAN, la Unió Europea, Eurocontrol o d'altres organitzacions internacionals a partir del 7 d'octubre de 2014, s'abandona l'ús del color blau, i les plaques passen a ser de color rubí (vermell fosc) sobre fons blanc, formades per la xifra 8 (com a índex) més 3 lletres i 3 dígits (8-AAA-001).
- Les antigues plaques del personal de l'OTAN mostraven una combinació de 6 xifres en color blau cel sobre fons blanc.

- Les del personal de la Unió Europea mostraven una combinació de les sigles "EUR" seguides de 4 xifres.

### Motocicletes
La M o W inicials indiquen les motocicletes, seguides d'una combinació de 2 (o 3) lletres + 3 xifres (ex. M-ABC-123).

### Escúters
La S s'utilitza en els escúters. Aquestes plaques tenen un format més petit de 10×12 cm. Així distingeix 3 tipus de combinacions:
- Per a ciclomotors de classe A (S-AAA-123).
- Per a ciclomotors de classe B (S-BAA-123).
- Per a vechicles sense llicència (S-UAA-123).
- L'1 d'octubre de 2016, s'afegeix l'S-BPA-001 per a les bicicletes elèctriques amb una velocitat màxima de 25 a 40 km / h

### Semi-tràilers
La U o Q indiquen les matrícules dels semi-tràilers dels camions articulats, sent la combinació (per exemple, Q-ABC-123).

### Taxis
La T o TX indiquen els vehicles que fan de taxi (s'utilitza una "T" quan és la lletra inicial, i la "TX" quan va precedida per una xifra).

### Plaques personalitzades
Des del 31 de març de 2014 la combinació de les plaques personalitzades ha estat liberalitzat per complet, així podem trobar que:
- La inscripció és de 1 a 8 caràcters com a màxim, amb un mínim d'una lletra. Totes les combinacions són possibles (excepte només per a xifres i a excepció dels registres que comencen per "CD", "TX", "TL", "W", "X", "Y" i "Z".
- L'índex "9" de les plaques personalitzades s'elimina i es reemplaça en primera posició pel segell "CV" que correspon a "Circulation-Verkeer" del Servei de Registre de Vehicles (DIV).
- Les plaques personalitzades dels vehicles històrics portaran l'adhesiu vermell "OLDTIMER" que marca el seu estat, ja no sent necessària la lletra "O" en aquest cas.

El govern belga va anunciar al setembre de 2017 que el preu de les plaques personalitzats es redueix a 1.000 €